# Пісняр-лісовик рудощокий
Пісняр-лісовик рудощокий (Setophaga tigrina) — дрібний комахоїдний птах з роду Setophaga родини піснярових (Parulidae),

## Назва
Українська видова назва походить від каштанових плям, які проявляються на щоках у самців на час розмноження, в той час як латинська — через темний «тигровий» візерунок на жовтих грудях і боках пташки.

## Поширення
Пісняр-лісовик рудощокий у гніздовий період поширений на півночі Північної Америки головно у центральній і східній Канаді, за винятком крайньої півночі — у Манітобі, Саскачевані, Онтаріо та Квебеку. На зимівлю мігрує на Флориду, до східних узбереж країн Центральної Америки і на Кариби. Гніздиться переважно в ялинових лісах, віддаючи перевагу краям лісу та узліссям, а на зимівлі полюбляє полювати на комах на пальмовому гіллі.